# Ordre de la Liberté (Ukraine)
Pour les articles homonymes, voir Ordre de la Liberté.
L'ordre de la Liberté (en ukrainien : орден Свободи) est un ordre honorifique ukrainien. Il a été créé par le parlement ukrainien en 2008 pour honorer des citoyens ukrainiens ou étrangers s'étant distingués dans le renforcement de la souveraineté et l'indépendance de l'Ukraine, la consolidation de la société ukrainienne, le développement de la démocratie, l'avancement des réformes socio-économiques et politiques, et la défense des droits et des libertés de l'homme et du citoyen.

## Récipiendaires
- Carl XVI Gustaf de Suède (2008)
- Yevgen Zakharov (2008)
- Eugene Sverstyuk (2008)
- Stepan Khmara (2008)
- Myroslav Marynovych (2008)
- Mykhailo Horyn (2009)
- Ivan Dziuba (2009)
- Boris Oleynik (2009)
- Filaret (Denysenko) (2009)
- Petro Franco (2009)
- Valdas Adamkus (2009)
- Ihor Kalynets (2009)
- Oles Shevchenko (2009)
- Ivan Hel (2009)
- Mykola Horbal (2009)
- Athena-Svyatomyra Pashko (2009)
- Mykola Plakhotnyuk (2009)
- Vasyl Chervoniy (2009, posthume)
- Luiz Inácio Lula da Silva (2009)
- Roman Krutsyk (2010)
- Eugene Pronyuk (2010)
- Ivan Sokulsky (2010, posthume)
- Nursultan Nazarbayev (2010)
- Volodymyr Sabodan (2010)
- Valdis Zatlers (2011)
- Borys Paton (2012)
- Leonid Gubersky (2013)
- Bartholomée Ier de Constantinople (2013)
- Ilham Aliyev (2013)
- Leonid Kravchuk (2014)
- Anders Fogh Rasmussen (2014)
- Dmytro Pavlychko (2015)
- Boris Nemtsov (2015, posthume)
- Myroslav Symchych (2015)
- José Manuel Barroso (2015)
- George Soros (2015)
- Omelyan Koval (2015)
- Svyatoslav Vakarchuk (2016)
- Ivan Marchuk (2016)
- Yuriy Shcherbak (2016)
- Aleksandrov Ihor (2016, posthume)
- Viktor Kuksa (2016)
- Vsevolod Stebliuk (2016)
- Stephen Harper (2016)
- Richard Lugar (2016)
- John McCain (2016)
- Bohdan Hawrylyshyn (2016)
- Borut Pahor (2016)
- Levko Lukyanenko (2016)
- Ihor Yukhnovskyi (2016)
- Volodymyr Kolinets (2017)
- Refat Chubarov (2017)
- Joe Biden (2017)
- Joachim Gauck (2017)
- François Hollande (2017)
- Wladimir Klitschko (2017)
- Vytautas Landsbergis (2017)
- Yevhen Bystrytsky (2018)
- Myroslav Popovych (2018, posthume)
- Boris Johnson (2022)